# Sean Stone
Pour les articles homonymes, voir Stone.
Sean Ali Stone, né Sean Christopher Stone, le 29 décembre 1984 à New York est un réalisateur, producteur et acteur américain.
Il est le fils d'Oliver Stone,,.

## Biographie
Sean Stone naît le 29 décembre 1984 à New York. Il est le fils d'Elizabeth Burkit Cox et d'Oliver Stone.
Enfant, il apparaît dans de petits rôles dans quasiment tous les films de son père dans les années 1980 et 1990. En 2005, il dirige plusieurs documentaires autour du film Alexandre réalisé par son père.
En 2012, il dirige son premier long-métrage, Greystone Park, dans lequel il apparaît aux côtés de son père. Cette même année, il se convertit à l'Islam et prend le nom d'Ali.

## Filmographie

### Réalisateur
- 2005 : Fight Against Time: Oliver Stone's Alexander (documentaire)
- 2005 : The Death of 'Alexander' (documentaire court)
- 2005 : Resurrecting 'Alexander' (documentaire court)
- 2005 : Perfect Is the Enemy of Good (documentaire court)
- 2007 : Nuremberg: A Vision Restored (version restaurée du film de Pare Lorentz)
- 2008 : Singularity (court-métrage)
- 2012 : Greystone Park (en) de Sean Stone

### Acteur
- 1986 : Salvador d'Oliver Stone : le bébé de Richard Boyle
- 1987 : Wall Street d'Oliver Stone : Rudy Gekko
- 1989 : Né un 4 juillet (Born on the Fourth of July) d'Oliver Stone : Jimmy Kovic, jeune
- 1991 : Les Doors (The Doors) d'Oliver Stone : Jim Morrison, jeune
- 1991 : JFK d'Oliver Stone : Jasper Garrison
- 1993 : Entre Ciel et Terre (Heaven and Earth) d'Oliver Stone : le jeune homme avec les missionnaires jésuites (non crédité)
- 1994 : Tueurs nés (Natural Born Killers) d'Oliver Stone : Kevin
- 1995 : Nixon d'Oliver Stone : Donald Nixon
- 1997 : U-Turn d'Oliver Stone : le garçon à l'épicerie
- 1999 : L'Enfer du dimanche (Any Given Sunday) d'Oliver Stone : un fan
- 2008 : W. : L'Improbable Président (W.) d'Oliver Stone : un des membres de la fraternité
- 2010 : Wall Street : L'argent ne dort jamais (Wall Street: Money Never Sleeps) d'Oliver Stone : un trader
- 2011 : Nevo (court-métrage) de William Djuric : Stephan
- 2011 : American Road (documentaire) de Kurt Jacobsen et Warren Leming : Jack Kerouac
- 2012 : Savages d'Oliver Stone : Eric
- 2012 : Greystone Park de Sean Stone : Sean
- 2012 : Don't Pass Me By d'Eric Priestley : Josh Malek
- 2013 : The Awakened d'Arno Malarone : l'homme au chapeau Fedora
- 2013 : Southern Comfort de Ryan Phillips : lui-même
- 2019 : Night Walk d'Aziz Tazi : Frank (DTV)